# Acacia bivenosa
Acacia bivenosa é uma espécie de leguminosa do gênero Acacia, pertencente à família Fabaceae.